# «И» на початку слова
В українській мові низка слів починається з літери и: здебільшого це діалектні слова, чи архаїчні правописні варіанти літературних слів[неавторитетне джерело]. Варто зауважити, що  буква «и» на початку слова в староукраїнському письмі, а також в ярижці, максимовичівці, кулішівці та желехівці читалась як [і], а не український звук [и] ([ɪ] за міжнародним позначенням)[джерело?].

## Історія
До питання початкового И в українській мові зверталося багато мовознавців, зокрема найбільшу увагу присвятили такі вчені, як-от Василь Німчук, Юрій Шевельов, Ніна Тоцька, Ірина Фаріон, та ін.
У 1893 році виходить перше видання «Рускої граматики» — головного підручника з української мови в школах Галичини й Буковини авторства Степана Смаль-Стоцького і Теодора Гартнера, у якому автори в правилі щодо пояснення закінчень прикметників вжили слово инший з написанням через И, втім сам посібник жодним чином не регламентує правопис початкового И:
|  | В закінченях прикметників на -кий, -гий, -хий пише ся и і і в тих самих разах, що і у иньших прикметників на -и. |

Вперше вживання літери И на початку слів на офіційному рівні було регламентовано у правилах НТШ, які виробилися «Язиковою комісією», утвореною 1900 року. Комісія уклала «Руську правопись зі словарцем», схвалену Філологічною секцією НТШ і надруковану 1904 р. у Львові. У ній написання слів індик, інколи, іноді було регламентовано через І. Відомий мовознавець і лексикограф Борис Грінченко, відстоюючи вживання літери И на початку слів у своєму Словарі української мови усупереч цим правилам НТШ велику групу загальних назв, згідно з наддніпрянською вимовою, надрукував із початковою буквою И: идол, ижиця, икати, илкий, инакий, индик, иржа, Ирід (Ирод), искра, ич
У 1919 році у «Головніших правилах українського правопису», ухвалених міністром народної освіти УНР Іваном Огієнком, у примітці до правила «коли не вимовляється йі, і коли треба писати і (а не и)» було дозволено формальну варіативність літери И на початку деяких слів:
|  | але перед н можна писати и: инший, инколи, иней |

. Втім, уже в проєкті українського правопису 1926 року та прийнятому в 1928 році Харківському правописі категорично було заборонено вживати літеру И на початку слів і правило сформульовано наступним чином:
|  | В початку слова и ніколи не пишеться, тільки і |

.
Через 25 років після прийняття Правопису 1928 року виходить підручник за редакцією Леоніда Булаховського «Курс сучасної української літературної мови», який містить невеликий перелік слів, у яких И може вимовлятися, але не писатися. Серед таких слів: инший, иноді, инколи, инде, инкуди.

Однак жодне видання Академії наук УРСР не містило слів з написанням И на початку слова. Лише орфоепічний словник за редакцією Миколи Погрібного відбивав вимову слова инший через И. Примітним є і той факт, що у 1982 році виходить Етимологічний словник української мови в семи томах, де в першому томові фіксується слово вирій з поясненням, що 
|  | українська форма з початковим В виникла внаслідок злиття прийменника В з іменником у сполученні в ирій (куди) |

 але в другому томі, який вже вийде за три роки потому, не буде зафіксовано такого іменника, як ирій зовсім. Відома дослідниця Ірина Фаріон, коментуючи цю ситуацію, а також згадуючи ситуацію, з якою зіштовхнувся письменник Володимир Дрозд, що 5 років не міг опублікувати повість з назвою «Ирій», зазначила наступне:
| | \| На сьогодні маємо «чортячо-небезпечного» свідка початкового И у цьому слові, а саме: вирій, де відбулося зрощення прийменника в з основою слова: птахи летіли у вирій (в ирій)[12] \| |
| На сьогодні маємо «чортячо-небезпечного» свідка початкового И у цьому слові, а саме: вирій, де відбулося зрощення прийменника в з основою слова: птахи летіли у вирій (в ирій) | |

У 1999 році за пропозицією Ніни Тоцької Національна правописна комісія вирішила повернути написання И на початку питомих, незапозичених українських слів, втім проєкт правопису так і не було прийнято.
Загалом категорична норма щодо вимови і вживання літери И в українській мові протрималася до 2019 року, коли було прийняте п'яте видання Українського правопису.
З виходом нової редакції правопису заборона, що тривала 90 років на вживання літери И на початку слів, була частково знята. Так, відповідно до другого параграфа, що регламентує написання И та І на початку слів, зазначається, що літера И вживається лише в деяких словах, як варіант слів з канонічним початковим І (ирій, ирод), а також в окремих вигуках (ич!), дієсловах і похідних від них іменниках (икати, икання), в деяких загальних і власних назвах, що походять із тюркських та інших мов, відповідно до їх вимови в цих мовах (ир, Ич-оба). Втім, дискусії щодо початкового И як велися на початку ХХ століття, так і ведуться нині.
Так, Василь Німчук писав:
| | \| Введення в правописну практику початкового И не тільки закріпить статус фонеми и в українській мові, але й збереже неповторність її звукової системи: у жодній із слов'янських мов, у яких залишилося розрізнення рефлексів давніх і та ы, континуант другого звука ніколи не виступає на початку речення й окремого слова. Та й милозвучнішими стануть слова иній, ирій із одним і в їхньому складі[14] \| |
| Введення в правописну практику початкового И не тільки закріпить статус фонеми и в українській мові, але й збереже неповторність її звукової системи: у жодній із слов'янських мов, у яких залишилося розрізнення рефлексів давніх і та ы, континуант другого звука ніколи не виступає на початку речення й окремого слова. Та й милозвучнішими стануть слова иній, ирій із одним і в їхньому складі | |

| | \| Функціонування зазначеної голосної на початку слова підтверджує статус И як окремої фонеми української мови, а не позиційного варіанта фонеми І[15] \| |
| Функціонування зазначеної голосної на початку слова підтверджує статус И як окремої фонеми української мови, а не позиційного варіанта фонеми І | |

Юрій Шевельов був більш категоричним з питання початкового И:
| | \| Причину виключення И на початку слова треба шукати в дуже типовому, але й дуже невідповідному, вже згадуваному нахилі до спрощення, який не бере до уваги ні справжнього сучасного стану мови, ні її історичного розвитку[16] \| |
| Причину виключення И на початку слова треба шукати в дуже типовому, але й дуже невідповідному, вже згадуваному нахилі до спрощення, який не бере до уваги ні справжнього сучасного стану мови, ні її історичного розвитку | |

| | \| Найдрастичніший приклад втручання ортографії в систему мови є заміна середньоукраїнської шестичленної системи голосних на пятичленну і відсунення И на позицію екстрафонемного[4] \| |
| Найдрастичніший приклад втручання ортографії в систему мови є заміна середньоукраїнської шестичленної системи голосних на пятичленну і відсунення И на позицію екстрафонемного | |

### В літературі
В кінці 60-х років навколо назви повісті «Ирій» письменника химерної прози Володимира Дрозда виникли запеклі мовні суперечки. Так, від письменника на різних рівнях вимагалося змінити назву твору. Йому пропонувалися назви Вирій, або Ірій, або інші, але жодним чином не Ирій, мовляв, «в українській мові не повинно бути жодного слова, яке б розпочиналося літерою И». Аргументи письменника до того, що таке слово фіксує і Словник Грінченка, і міститься в рядках поезії Тараса Шевченка — до уваги не сприймалися. Втім, після п'яти років цензурно-видавничих баталій письменник все ж домігся опублікувати в 1974 році свою повість під такою назвою.
Початковий И безліч разів засвідчено в творах класиків української літератури: у Івана Котляревського (У викна де-яки глядилы, А ынчій був наверхъ ворот), у Тараса Шевченка (Посипъ индикамъ, гусямъ дай), Пантелеймона Куліша (Инший на ярмалокъ брався, инший у гай по кіллє , инший зъ пашнєю до млина), Григорія Квітки-Основ'яненка (Може инший и не стерпить), Михайла Старицького (Бреше иродів син!), Панаса Мирного (Глитаючи ягоди, як индик зерно), Івана Нечуя-Левицького (Глянула на вербу, котра стояла на Івановій могилі, обсипана білим инієм), Івана Франка (Зелений явір, зелений явір, Ще зеленіша ива), Лесі Українки (Ну, раз стояла з ним не заручившись, инакше хто ж засвататися може?), Михайла Коцюбинського (Се говорив хтось инший?), Агатангела Кримського (Иноді хіба Вернеться до землі), Юрія Яновського (Я побачив инші будинки в инших містах), Володимира Дрозда та інших.

### Власні назви з початковим "и"
- Игиатта́ — річка в Республіці Саха (Якутія)
- Индюр — округ, дивізіон, а також мільйонне місто в Індії, найбільше місто та торгова столиця центрально-індійського штату Мадх'я Прадеш, в його західній частині
- Исиах — якутське свято
- Кім Чен Ин — північнокорейський політичний, державний, військовий і партійний діяч.

## Вибраний перелік слів з початковим "и" (за словником Грінченка)
- Ива — верба (Salix L.) (про рід рослини)
- Ивина — верба (Salix L.) (про одне дерево верби)
- Игла — єгла, голка (діал.)
- Иля — Олена (діал.)
- Икавка, и́кавочка, икати — гикавка, гикати
- Илкий — «такий, що став гірким» (про масло)
- И́мбрик — чайник (діал.)
- Импет — нестримність, натиск
- Индими́на — «необхідна річ» (діал.). Вважається запозиченням з рум. îndemână («те, що під рукою»)
- И́нкол — вид жаби, кумка червоночерева (Bombinator igneus, Bombina bombina)
- Инцина́тий — «гострий», «злий». Вважається запозиченим з молдавської (ынцинат — «легкий», «слабко укріплений») чи з румунської мови (încitant — «збуджуючий»)
- Ир — загальна назва пісні в деяких тюркомовних народів
- Ирій - більш давній варіант назви вирій.
- Ирле́ць — тавро на вівці
- Ирстенин — християнин
- Ирстити, ирститися — хрестити, хреститися
- Иршини, ирщіння — хрестини
- Иршлиця — облямівка, опушка на кожусі зі смушки чи хутра бабака
- Ит — вигук в значенні «ет, поглянь лиш»
- Ич — вигук в значення «ти лиш подивись»
- И́чвина — частина ґринджол, що має вигляд двох «каблучок» проти двох передніх копилів[7].